# Callitriche lenisulca
Callitriche lenisulca là một loài thực vật có hoa trong họ Mã đề. Loài này được Clavaud mô tả khoa học đầu tiên năm 1890.